# 斯特利 (北卡羅萊納州)
斯特利（英語：Staley）是一個位於美國北卡羅萊納州蘭道夫縣的城鎮。

## 人口
根據2020年美國人口普查的數據，斯特利的面積為3.00平方千米，皆為陸地。當地共有人口397人，而人口密度為每平方千米132人。